# Barbus kessleri
Barbus kessleri är en fiskart som först beskrevs av Steindachner, 1866.  Barbus kessleri ingår i släktet Barbus och familjen karpfiskar. IUCN kategoriserar arten globalt som livskraftig. Inga underarter finns listade.